# Finlands statsminister
Finlands statsminister (finsk: Suomen pääministeri; svensk: Finlands statsminister) er Republikken Finlands regeringsleder. Statsministeren leder regeringen og udpeger regeringens ministre. Finlands statsminister udnævnes af præsidenten og skal godkendes af Finlands rigsdag med absolut majoritet i en afstemning uden andre kandidater.
Embedet som Finlands statsminister blev oprettet i 1917 i forbindelse med Finlands uafhængighed fra Rusland.
Finlands statsminister har sin officielle residens i Kesäranta (svensk: Villa Bjälbo) i den vestlige del af Helsinki, mens statsministeriet ligger i Valtioneuvoston linna (svensk: Statsrådsborgen) ved Senaatintori (svensk: Senatstorget) i det centrale Helsinki.
Finlands nuværende statsminister har siden den 20. juni 2023 været Petteri Orpo fra Samlingspartiet.